# Land van Bredenarde

Het Land van Bredenarde of Land van Bredenaarde (Frans: Pays de Brédenarde) is een historische streek in het Franse departement Pas-de-Calais. Het gebiedje behoorde tot het baljuwschap Sint-Omaars in Artesië en omvatte de parochies Audruicq, Nortkerque, Zutkerque en Polincove. Audruicq was de hoofdplaats. Ten noorden en oosten loopt het Canal de Calais.

## Geschiedenis
Vermeldingen gaan terug tot de 11de eeuw als Bredenarda. In de loop van de geschiedenis behoorde het gebied toe aan Frankrijk (meer bepaald de graven van Vlaanderen, later Artesië en later de hertogen van Bourgondië), maar ook een kwarteeuw aan de Engelse bezetter van Calais in het midden van de 14de eeuw en een anderhalve eeuw aan de Spanjaarden van de 16de tot in de 17de eeuw. Het Land van Bredenarde werd samen met Sint-Omaars en andere gebieden (onder andere Frans-Vlaanderen) pas in 1678 bij de Vrede van Nijmegen aan Frankrijk afgestaan na de Slag aan de Pene in 1677.

## Taal
Tot in de de 18de eeuw werd in het gebied nog Vlaams gesproken. Een picardisering zette zich door door contact met het Picardisch achterland en de omliggende commerciële centra..